# Derek Sharp
Derek Sharp (28 de marzo de 1965 en Fort William) es un cantante, músico y compositor canadiense. Ha sido miembro de varias bandas de rock, pero es reconocido principalmente por su trabajo como cantante de la agrupación The Guess Who, posición que obtuvo en el año 2008.

## Biografía
Derek nació en 1965 en Fort William, Ontario y se trasladó a Toronto a comienzos de la década de 1970. Entre 1989 y 1991 fue el guitarrista de la banda Mad About Plaid. Entre 1992 y 1996 hizo parte de la agrupación "Backstreet" junto a los músicos Gary Breit (Bryan Adams) y Charlie Cooley (Manteca). Ha trabajado con Sass Jordan, Red Rider, Bobby Curtola, Alannah Myles, Joe Lynn Turner (Rainbow), Alex Ligertwood (Santana), Glenn Hughes (Deep Purple) y Jeff Healey. Está casado con la cantante británica Sass Jordan.